# سنگچین (بروجن)
سنگچین (بروجن)، روستایی از توابع بخش بلداجی شهرستان بروجن در استان چهارمحال و بختیاری ایران است.

## جمعیت
این روستا در دهستان چغاخور قرار دارد و براساس سرشماری مرکز آمار ایران در سال ۱۳۸۵، جمعیت آن ۴۰ نفر (۱۵خانوار) بوده‌است.مردم روستا از ایل بختیاری طایفه زراسوند دورکی تیره کاید میباشند و به زبان لری بختیاری صحبت میکنند.